# خور خوير
خور خوير هي منطقة صناعية تقع بجوار ميناء صقر في مدينة رأس الخيمة ، الإمارات العربية المتحدة. تقع على بعد 25 كم شمال المدينة،  تحتوي المنطقة على مرافق تصنيع الرخام والخرسانة بالإضافة إلى معالجة غاز البترول المسال ومؤسسات صناعية أخرى. تم افتتاح ميناء صقر في 17 سبتمبر 1977 من قبل حاكم رأس الخيمة آنذاك ، الشيخ صقر بن محمد القاسمي - في اليوم التالي ، حضر الحفل بمناسبة تصدير أول خمسة ملايين طن من الصخور من رأس الخيمة.

## التحجير
تسبب التحجير في خور خوير في جدل محلي بسبب الآثار الصحية الضارة التي أبلغ عنها سكان المجتمع الصغير السابق الموجود هناك. تبلغ طاقته الإنتاجية 7000 طن من الحجر في الساعة  واحتياطي يصل إلى أربعة مليارات طن ، وهو أحد أكبر المنشآت في العالم. تتم مراقبة عمليات المحاجر في المنطقة من قبل وزارة البيئة والمياه (MoEW): ومع ذلك، فإن حكومة رأس الخيمة هي مساهم في ستيفن روكس ، أحد أكبر المحاجر في المنطقة.
يوجد عدد من شركات الأسمنت ومعالجة الصخور في خور خوير ، بما في ذلك اثنان من أكبر محاجر الإمارات وأربعة مصانع للأسمنت. تشمل مصانع الأسمنت البارزة شركة أسمنت الخليج  أسمنت رأس الخيمة  وشركة أسمنت الاتحاد.

## الغاز
تعد خور خوير أيضًا موطنًا لشركة غاز رأس الخيمة ، التي تدير مصنعًا للمعالجة في المنطقة ، يتألف من محطتين لمعالجة الغاز. حيث يعالج الغاز الخام المستخرج من حقلي بخا وغرب بخا الواقعين في سلطنة عمان، بالإضافة إلى الغاز من حقل أم القيوين ومشروع دولفين وحقل صالح في رأس الخيمة ، والذي يقترب من نهاية حياته الاقتصادية. .
يوجد صهاريج تخزين ، سعة كل منهما 250 ألف برميل ، بالقرب من مصنع المعالجة. تخزن هذه المكثفات الغازية قبل تحميلها على صهاريج غاز البترول المسال في المحيط ، بسعة نظام تحميل تبلغ 10000 برميل في الساعة. تُستخدم ستة صهاريج تخزين غاز البترول المسال سعة 50 طنًا وأسطول من شاحنات ومقطورات غاز البترول المسال لتوصيل غاز البترول المسال للعملاء المحليين.